# Jean Préposiet
Jean Préposiet (Roanne, 25 avril 1926 – Gap, 17 mai 2009) est un écrivain et historien de la philosophie français qui a contribué à l’historiographie spinoziste internationale grâce, notamment, à ses ouvrages Spinoza et la Liberté des hommes et Bibliographie spinoziste. Il est également l'auteur d'une Histoire de l'anarchisme. Il a enseigné à l'université de Besançon.

## Citation
« Pour moi, en effet, l'anarchisme c'est essentiellement [...] un esprit, une manière d'être au monde, avant de devenir une attitude politique classable et définissable. C'est peut-être là sa faiblesse, mais je crois que c'est aussi et surtout ce qui assure sa pérennité. l'anarchisme ne se démode pas. Il est indépassable »

— Jean Préposiet, dans son avant-propos de Histoire de l'Anarchisme

## Œuvres sélectionnées
- Nature divine et société humaine dans le système de Spinoza: Étude sur la liberté spinoziste, 1964, 490 p.
- Spinoza et la Liberté des hommes, Gallimard, coll. « Les Essais », 1967, 238 p.
- Bibliographie spinoziste. Répertoire alphabétique, registre systématique, Belles Lettres. 1973, 454 p.
- La Profanation du monde : destin de l'Occident, Kimé, 2000, 375 p.  (ISBN 2-84174-200-8)
- Histoire de l'anarchisme, Tallandier, coll. « Approches », mars 2002 (1re éd. 1993), 510 p. (ISBN 978-2847340037).
- Rue de Budapest (roman policier), Publibook, 2004, 156 p.  (ISBN 978-2-74830-413-8).
- Spinoza, Paris, Tallandier, 2007, 238 p. Paris  (ISBN 978-2847344219)